# Erhard Schnepf
Erhard Schnepf, także jako Erhard Schnepff (ur. 1 listopada 1495 w Heilbronn, zm. 1 listopada 1558 w Jenie) – niemiecki teolog luterański i działacz reformacyjny.

## Życiorys
Erhard Schnepf studiował na Uniwersytetach w Erfurcie i w Heidelbergu, na tej drugiej uczelni również wykładał. Być może był świadkiem dysputy z udziałem Marcina Lutra, która miała miejsce w Heidelbergu 26 kwietnia 1518 roku. Kiedy Jan Oekolampad zrezygnował z urzędu kaznodziei w wirtemberskim Weinsbergu w 1520 roku, Schnepf objął po nim posadę. Ze względu na kazanie w duchu ewangelickim wygłoszone w 1522 roku został usunięty przez władze austriackie, które w okresie banicji księcia Ulryka Wirtemberskiego (1519–1534) zarządzały Wirtembergią. Pod opieką Dietricha von Gemmingen nauczał w Guttenbergu i Neckarmühlbach (obecnie należącego do Haßmersheim), a w 1523 roku w małym wolnym mieście Wimpfen. Uniknął powołania na kapelana zbuntowanych chłopów w 1525 roku dzięki małżeństwu z Margarethą Wurzelmann, córką burmistrza Wimpfen. Tegoż roku podpisał dzieło Syngramma Suevicum Johanna Brenza wymierzone w poglądy Oekolampada dotyczące sakramentu, a po roku – na wezwanie księcia Filipa von Nassau – wprowadzał reformację w Weilburgu. W 1527 roku landgraf Filip Wielkoduszny dał mu posadę na Uniwersytecie w Marburgu, którego rektorem był w 1532 i 1534 roku. Brał udział w sejmie w Spirze w 1529 roku i w Augsburgu w 1530 roku, gdzie wygłaszał kazania, dopóki cesarz tego nie zabronił, i brał udział dyskusjach. 
Kiedy Ulryk Wirtemberski powrócił do swego kraju (1534), powołał Schnepfa i Ambrosiusa Blarera do przeprowadzenia w nim reformacji. Schnepf objął urząd w kościele dominikańskim w Stuttgarcie i udanie przeprowadził swą misję w północnej części kraju. Chociaż Schnepf i Blarer byli zgodni co do nauki o Wieczerzy Pańskiej na bazie postanowień z Marburga z 1529 roku, nie brakło podziałów i nieporozumień pomiędzy nimi, które zażegnać próbowali książę, teolodzy ze Strasburga i Filip Melanchton. Brenz i Schnepf opowiadali się za zachowaniem wizerunków (obrazów i rzeźb) w kościołach, jako niestanowiących wykroczenia, podczas gdy Blarer był tego zdecydowanym przeciwnikiem. Schnepf towarzyszył księciu w wyprawie do Wiednia, gdzie ten złożył przysięgę królowi Ferdynandowi, a po powrocie zajął się opracowywaniem porządku kościelnego, który został zmodyfikowany przez Brenza i opublikowany w 1536. We wrześniu 1536 roku Schnepf spotkał się z Melanchtonem w Tybindze, a w 1537 roku brał udział w zjeździe w Schmalkalden, gdzie podpisał artykuły szmalkaldzkie. W lipcu 1540 roku brał udział w dyspucie w Hagenau, skąd udał się do Strasburga, gdzie 18 lipca wygłosił kazanie w katedrze. Później złożył wizytę w Wormacji, a w 1541 roku w Ratyzbonie. 
Schnepf był jednym z teologów sprzeciwiających się bigamii landgrafa Filipa. Wskutek tego jego pozycja na dworze słabła i rozważał przeniesienie się do Saksonii. Jednak w 1544 roku udał się do Tybingi, gdzie uzyskał tytuł doktora, a w lutym został superintendentem seminarium teologicznego, gdzie wykładał Stary Testament i Loci communes Melanchtona, a także głosił kazania. W 1546 roku toczył dysputę z augustianinem Johannesem Hofmeisterem w Ratyzbonie. W związku z postępami wojsk cesarskich w I wojnie szmalkaldzkiej 7 stycznia 1547 roku uciekł do Blarera, przebywającego wówczas w Konstancji, jednak wkrótce mógł wrócić do Tybingi. Nie zaakceptował interim augsburskiego i w kazaniu 11 listopada 1548 roku pożegnał się ze swoimi uczniami. Melanchton zaprosił go do Wittenbergi, jednak Schnepf przyjął propozycję objęcia profesury na Uniwersytecie w Jenie. Objął urząd superintendenta i został jednym z najbardziej wpływowych teologów i działaczy kościelnych w Saksonii. Pod naciskiem politycznym dołączył do opozycji wobec Melanchtona. Popierający go teolodzy nie doszli do porozumienia z Melanchtonem i Brenzem, co doprowadziło do zerwania spotkania w Wormacji. Unikał kontaktów z Brenzem i Jakobem Andreä, a wobec tego pierwszego stał się nawet wrogi. Choć stanął po stronie Strigela w sprawie Konfutationsbuch, próbował doprowadzić po pojednania Strigela z Flaciusem. 